# Kết thúc bỏ lửng

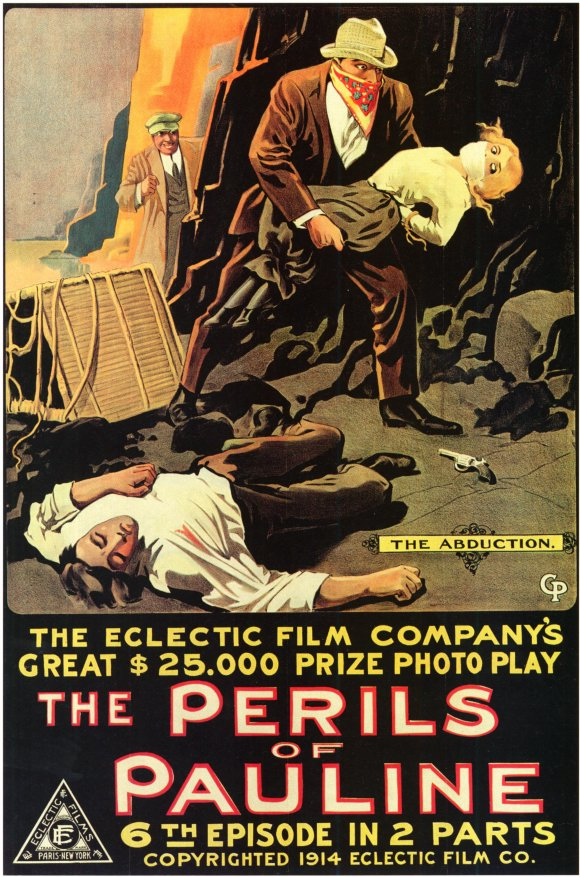
Áp phích phim Perils of Pauline năm 1914 góp phần phổ biến thuật ngữ "cliffhanger" ra thị trường phim ảnh

Kết thúc bỏ lửng (tiếng Anh: cliffhanger) là thủ pháp xây dựng tình huống khi tập phim kết thúc bằng việc các nhân vật rơi vào một hoàn cảnh bất ngờ, khó giải thích và có thể ảnh hưởng đến mạch truyện trong những tập tiếp theo. Các tình huống đặt ra trong tập đó không được giải quyết hết mà kéo dài sang các tập sau. Mục đích của việc làm này là để khiến khán giả tò mò và chờ đợi các tập tiếp theo.
Thường ở cuối mỗi tập/phần phim như vậy, dòng chữ "Còn tiếp" sẽ xuất hiện để thông báo cho khán giả biết.